# 아마존붉은옆줄주머니쥐
아마존붉은옆줄주머니쥐(Monodelphis glirina)는 주머니쥐과에 속하는 남아메리카 주머니쥐의 일종이다. 이전에는 북방붉은옆줄주머니쥐(M. brevicaudata)의 일부로 간주했다. 볼리비아와 브라질 그리고 페루에서 발견되며, 아마존 우림에서 서식한다. 잡식성 동물, 야행성 동물이며 주로 비-수상성 동물이다.